# Charles Gorman
Charles Gorman (1865 – 25 de janeiro de 1928) foi um ator norte-americano da era do cinema mudo. Ele apareceu em 86 filmes entre 1908 e 1928.
Faleceu em Nova Iorque, Estados Unidos, em 1928.

## Filmografia selecionada
- The Fatal Hour (1908)
- For Love of Gold (1908)
- For a Wife's Honor (1908)
- Father Gets in the Game (1908)
- An Awful Moment (1908)
- The Cord of Life (1909)
- The Girls and Daddy (1909)
- At the Altar (1909)
- The Blind Princess and the Poet (1911)
- The Old Bookkeeper (1912)
- Under Burning Skies (1912)
- The Goddess of Sagebrush Gulch (1912)
- The Lesser Evil (1912)
- A Temporary Truce (1912)
- The Inner Circle (1912)
- With the Enemy's Help (1912)
- The Chief's Blanket (1912)
- The Painted Lady (1912)
- A Sailor's Heart (1912)
- The God Within (1912)
- Broken Ways (1913)
- The Left-Handed Man (1913)
- A Timely Interception (1913)
- Red Hicks Defies the World (1913)
- The Enemy's Baby (1913)
- The Mistake (1913)
- When Love Forgives (1913)
- The Battle at Elderbush Gulch (1913)
- The Massacre (1914)
- The Electric Alarm (1915)
- A Sister of Six (1916)
- The Far Call (1929)